# Симфония № 15 (Дмитрий Шостакович)
„Симфония № 15“ в ла мажор (опус 141) е последната симфония на руския композитор Дмитрий Шостакович от 1972 година.
Написана през лятото на 1971 година в Репино край Ленинград, тя е мелодична и с ретроспективен характер, включваща цитати от Рихард Вагнер, Джоакино Росини и Четвърта симфония на самия Шостакович. Представена е за пръв път на 8 януари 1972 година в Москва от Големия симфоничен оркестър „Пьотър Чайковски“ под диригентството на сина на композитора Максим Шостакович.